# Oxinitrur d'alumini
L'Oxinitrur d'alumini o (ALON) és un producte ceràmic transparent compost d'alumini, oxigen i nitrogen. Es comercialitza sota el nom d'ALON i es descriu en la patent dels Estats Units núm. 4520116. El material es converteix en sòlid a 1200 °C, i és més dur que el vidre. Un cop fabricat i polit com un parabrisa, el material costa (any 2005) de 20.000 US$/m²).
El 2005), era estudiat de forma experimental per la Força Aèria dels EUA com capa exterior transparent per a vehicles blindats, d'importància crucial per les finestres blindades. Altres aplicacions inclouen semiconductors i accessoris especials.
Els objectes es formen a partir de pólvores premsades, foses o modelades. Els objectes es conformen llavors per densificació per escalfament en un forn, i es poleix fins a fer-lo transparent. El polit millora substancialment la resistència del blindatge a l'impacte.